# Сятиня Михайло Лукович
Сяти́ня Миха́йло Лу́кович (16 серпня 1957, Синевир — 5 квітня 2017, Синевир) — доктор фармацевтичних наук, Народний депутат України IV скликання.

## Життєпис
Родився 16 серпня 1957 (с.Синевир, Міжгірський район, Закарпатська область); українець; одружений; син Михайло (1993), донька Марія (2004) донька Софія (2005). Помер 5 квітня 2017 р. у рідному селі Синевир.
Закінчив фармацевтичний факультет Львівського державного медичного інституту (1979).
Працював: провізор аптеки № 7 (1979), завідувач центральної районної аптеки Шевченківського району м. Києва (1983), начальник виробництва українсько-англійського підприємства «Фемтек» (1989); консультант торгового представництва Угорщини в Україні (1990); директор угорського АТ «Медімпекс» (1995); директор представництва АТ «Гедеон Ріхтер» та президент ТОВ «Гедеон Ріхтер-Укрфарм» (1996–2002); народний депутат IV скликання, голова підкомітету з питань законодавчого забезпечення розвитку фармації та здійснення фармацевтичної діяльності Комітету Верховної Ради України з питань здоров’я, материнства та дитинства (2002–2006); доцент, професор кафедри організації й економіки фармації НМАПО імені П.Л. Шупика (1996–2006); завідувач кафедри аптечної та промислової технології ліків (2006–2012), завідувач кафедри організації та економіки фармації Національного медичного університету ім. О.О. Богомольця (з 2012).
Напрямки наукових досліджень: теоретичні та організаційно-технологічні основи лікарського забезпечення населення.
Наукові здобутки: автор близько 50 наукових і навчально-методичних праць, серед них 2 монографії, 2 навчальних посібники, словник-довідник.
Основні праці: Оптимізація медикаментозного забезпечення населення України в нових економічних умовах (канд. дис.). — Львів, 1997; Теоретичні та організаційно-технологічні основи лікарського забезпечення населення за умов реформування фармацевтичної галузі (докт. дис.). — К., 2004; Організація фармацевтичної підприємницької діяльності в сучасних умовах. — Х., 1998 (співавт.); Словник-довідник для фахівців фармації з питань управління та економіки. — Х., 2001 (співавт.); Історія фармації: Моногр. — Львів, 2002.
Літ.: Біографічний словник завідувачів кафедр та професорів НМУ імені О.О. Богомольця (1841–2006) / За ред. В.Ф. Москаленко, І.М. Полякової. — К., 2006; Дерево на вітрах. — Мукачево, 2005; Діти твої, Alma Mater. — Львів, 2006.

Освіта: Львівський державний медичний інститут (1979), провізор; докторська дисертація «Теоретичні та організаційнол-технологічні основи лікарського забезпечення населення за умов реформування фармацевтичної галузі» (Київська медична академія післядипломної освіти ім. П.Шупика, 2004).
1979-89 — рецептор-контролер, заступник завідувача відділу, завідувач аптеки, завідувач Центральної рійоної аптеки Шевченківського району м. Києва. З 1989 — начальник виробництва українсько-анґлійського СП «Фемтек». З 1990 — консультант Торгового представництва Угорщини в Україні. З 1994 — консультант радника Посольства Угорщини, директор АТ «Медімпекс» (Угорщина). З 1996 — директор представництва АТ «Гедеон Ріхтер» (Угорщина) і президент ТОВ «Гедеон Ріхтер-Укрфарм» (м.Київ).
Народний депутат України 4-го скликання 04.2002-04.06, виборчий округ № 74 Закарпатської області, самовисування. За 31.39 %, 12 суперн. Член фракції «Єдина Україна» (05.-06.2002), групи «Народовладдя» (06.-11.2002), фракції АПУ (22.-28.11.2002), групи «Народовладдя» (11.2002-01.03), фракції АПУ (01.2003-06.04), фракції НАПУ (06.2004-03.05), фракції НП (з 03.2005), голова підкомітету з питань законодавчого забезпечення розвитку фармації та здійснення фармацевтичної діяльності Комітету з питань охорони здоров'я, материнства та дитинства (з 06.2002).
2006 кандидат в народні депутати від Народного блоку Литвина, № 58 в списку.
2007 кандидат в народні депутати від Блоку Литвина, № 26 в списку.
Доктор фарм. наук (2004); депутат Закарпатської облради (з 04.2006), керівник фракції «Народна»; член Політвиконкому НП.
Помер 5 квітня 2017 року у рідному Синевирі внаслідок онкологічного захворювання

## Джерело
- https://web.archive.org/web/20071011235504/http://vlada.kiev.ua/fcontent.php?pacode=311